# 再望山河
再望山河，是日本純種競賽馬匹。生涯活躍於中長途賽事，曾於2019年目黑紀念取得冠軍。

## 出賽前
2013年4月2日出生於北海道安平町追分牧場，成長途中於拍賣會想被馬主飯塚知一以3360萬日圓購入。
其後交由栗東訓練中心練馬師藤原英昭訓練。

## 競賽生涯

### 3歲
2016年2月21日出戰東京競馬場2歲新馬戰，但因漏閘未能於比賽途中取得有利位置，最終以第六落敗。
其後前往休養並盡力改善出閘的問題，於7月23日出戰3歲未勝利戰中成功維持於中團的位置，在直路上迅速加速上前，最終以2馬位優勢取得首勝。
年末出戰3歲以上500萬獎金以下條件戰，比賽初段維持於第九左右的位置，但於直路想未能最大程度推進，最終僅跑獲第四。

### 4歲
2017年主要以條件戰作為目標且均表現優秀，於年初的4歲以上500萬獎金以下條件戰中雖然以第二落敗，但隨即在春日山特別及青嵐賞中斬獲連勝。
夏季出戰木曾川特別取得第二的戰績後，前往放草並在秋季復出，亦能於魚沼特別及十一月錦標中分別跑獲冠軍及亞軍，以非冠即亞的戰績結束4歲生涯。

### 5歲
2018年繼續於條件戰打拼，四場賽事中取得三亞兩冠的戰績。
11月4日越級挑戰阿根廷共和國盃，但一直於中團位置等候下於直路反應平平，最終跑獲第八的戰績。
12月22日返回條件戰出戰感恩錦標，亦為其首次在右轉場地作賽。比賽開始後，其選擇搶前進佔先頭位置，於比賽途中維持順利的步速下在直路輕鬆透出，最終以3馬位優勢取勝。

### 6歲
2019年首戰為日經新春盃，本次比賽由後方位置展開，於途中一直處於第十三左右。進入直路後，其隨即在外檔位置逐步上前，但仍然未能迫近前方的耀滿瓶下以第二落敗。
3月23日出戰日經賞，但直路表現過於均速下無法上前以第六落敗，在新潟大賞典中亦因為在直路的加速力不敵對手，因而敗於白朗冰川、覓奇燕子及音樂傑作取得第四。
5月下旬以目黑紀念作為目標，比賽初段面對前方K T Clever及再生做出的快步速下保持於後方等待時機，於第四彎道抽出外檔望空。進入直路後，其於前方賽駒失速的狀態下自身亦一舉衝刺，最終轟出後600米34.3秒的末腳速度下取得首個分級賽冠軍，亦以2分28.2秒打破草地2500米跑道日本紀錄。
休養一段時間後於11月的阿根廷共和國盃復出，繼續採用後上的姿態展開賽事，然而於直路上的表現未有太大威脅，最終落後萬分感謝、大成足跡及非洲寶金取得第四。
3星期後夥拍戴圖理出戰日本盃，然而於未如理想下於比賽途中節奏較為混亂，於最後直路亦未能衝出加速，最終以第十大敗。
完成日本盃，其未有繼續出戰任何賽事，但於翌年2月19日才取消日本中央競馬會的賽駒註冊正式退役。

### 詳細賽績
| 日期       | 舉辦國家 | 馬場 | 距離   | 級別 | 賽事名稱             | 負重 | 騎師     | 馬號 | 出馬 | 名次 | 時間   | 頭馬（二馬）      |
| ---------- | -------- | ---- | ------ | ---- | -------------------- | ---- | -------- | ---- | ---- | ---- | ------ | ----------------- |
| 21/2/2016  | 日本     | 東京 | 草1800 |      | 3歲新馬              | 56   | 杜滿萊   | 12   | 16   | 6    | 1:52.8 | 鹿女俠            |
| 23/7/2016  | 日本     | 中京 | 草2000 |      | 3歲未勝利            | 56   | 福永祐一 | 16   | 13   | 1    | 2:01.7 | （Edinburgh）     |
| 18/12/2016 | 日本     | 中京 | 草2200 |      | 3歲以上500萬獎金以下 | 55   | 岡田祥嗣 | 17   | 17   | 4    | 2:14.6 | Fasnacht          |
| 21/1/2017  | 日本     | 中京 | 草2200 |      | 4歲以上500萬獎金以下 | 56   | 岡田祥嗣 | 6    | 12   | 2    | 2:15.5 | Art Festa         |
| 30/4/2017  | 日本     | 新潟 | 草2000 |      | 春日山特別           | 57   | 北村友一 | 6    | 9    | 1    | 1:58.6 | （Jun Fight Kun） |
| 28/5/2017  | 日本     | 東京 | 草2400 |      | 青嵐賞               | 57   | 戶崎圭太 | 3    | 16   | 1    | 2:23.8 | （Cablegram）     |
| 2/7/2017   | 日本     | 中京 | 草2200 |      | 木曾川特別           | 57   | 戶崎圭太 | 14   | 18   | 2    | 2:13.1 | Mount Gold        |
| 14/10/2017 | 日本     | 新潟 | 草2000 |      | 魚沼特別             | 57   | 北村友一 | 6    | 7    | 1    | 1:58.6 | （藏珍寶庫）      |
| 4/11/2017  | 日本     | 東京 | 草2000 |      | 十一月錦標           | 56   | 戶崎圭太 | 4    | 14   | 2    | 2:00.9 | Stoneware         |
| 12/5/2018  | 日本     | 東京 | 草2400 |      | 綠風錦標             | 57   | 戶崎圭太 | 7    | 13   | 2    | 2:23.2 | 以柔制勝          |
| 16/6/2018  | 日本     | 東京 | 草2000 |      | 六月錦標             | 57   | 戶崎圭太 | 4    | 9    | 2    | 2:02.9 | Crown Divider     |
| 18/8/2018  | 日本     | 新潟 | 草2200 |      | 日本海錦標           | 57   | 戶崎圭太 | 7    | 7    | 3    | 2:14.2 | Popocatepetl      |
| 8/10/2018  | 日本     | 東京 | 草2400 |      | 六社錦標             | 57   | 戶崎圭太 | 12   | 13   | 2    | 2:25.8 | 萬分感謝          |
| 4/11/2018  | 日本     | 東京 | 草2500 | GII  | 阿根廷共和國盃       | 54   | 北村友一 | 8    | 12   | 8    | 2:34.2 | 守諾言            |
| 22/12/2018 | 日本     | 中山 | 草2500 |      | 感恩錦標             | 57   | 戶崎圭太 | 11   | 13   | 1    | 2:32.7 | （相速度）        |
| 13/1/2019  | 日本     | 京都 | 草2400 | GII  | 日經新春盃           | 55   | 岩田康誠 | 10   | 16   | 2    | 2:26.3 | 耀滿瓶            |
| 23/3/2019  | 日本     | 中山 | 草2500 | GII  | 日經賞               | 56   | 戶崎圭太 | 6    | 12   | 6    | 2:35.0 | Meisho Tekkon     |
| 29/4/2019  | 日本     | 新潟 | 草2000 | GIII | 新潟大賞典           | 55   | 北村友一 | 16   | 16   | 4    | 1:58.8 | 白朗冰川          |
| 26/5/2019  | 日本     | 東京 | 草2500 | GII  | 目黑紀念             | 55   | 連達文   | 10   | 13   | 1    | 2:28.2 | （冰之奇景）      |
| 3/11/2019  | 日本     | 東京 | 草2500 | GII  | 阿根廷共和國盃       | 57   | 福永祐一 | 5    | 13   | 4    | 2:31.8 | 萬分感謝          |
| 24/11/2019 | 日本     | 東京 | 草2400 | GI   | 日本盃               | 57   | 戴圖理   | 9    | 15   | 10   | 2:27.3 | 文雅之士          |

## 退役後
退役後，再望山河並未入種，而是於引退馬協會的支援下，以寄養馬身份在千葉縣香取市馬術俱樂部Egret進行養老生活。

## 血統簡介
父系黃金旅程爲日本賽駒，生涯戰績不俗，曾勝出香港瓶，退役後配種成績亦非常優秀。祖父週日寧靜是美國三冠賽雙料冠軍馬，退役後在日本配種，在日本馬壇相當成功，贏得多項分級賽事，其子嗣贏得巨額獎金。
母系Esyoueffcee為愛爾蘭出生的英國賽駒，生涯戰績優秀，曾勝出表列賽。外祖父Alzao為美國生產的法國賽駒，生涯戰績不俗，曾勝出意大利三級賽。

### 血統表
| 父線：週日寧靜系（Halo系）          |                            |              |                 |
| 種馬 黃金旅程 1994年（深棗色）      | 週日寧靜 1986年（棕色）    | Halo         | Hail to Reason  |
| 種馬 黃金旅程 1994年（深棗色）      | 週日寧靜 1986年（棕色）    | Halo         | Cosmah          |
| 種馬 黃金旅程 1994年（深棗色）      | 週日寧靜 1986年（棕色）    | Wishing Well | Understanding   |
| 種馬 黃金旅程 1994年（深棗色）      | 週日寧靜 1986年（棕色）    | Wishing Well | Mountain Flower |
| 種馬 黃金旅程 1994年（深棗色）      | Golden Sash 1988年（栗色） | Dictus       | Sanctus         |
| 種馬 黃金旅程 1994年（深棗色）      | Golden Sash 1988年（栗色） | Dictus       | Doronic         |
| 種馬 黃金旅程 1994年（深棗色）      | Golden Sash 1988年（栗色） | Dyna Sash    | 北方風味        |
| 種馬 黃金旅程 1994年（深棗色）      | Golden Sash 1988年（栗色） | Dyna Sash    | Royal Sash      |
| 繁殖雌馬 Esyoueffcee 1998年（棗色） | Alzao 1980年（棗色）       | 利法爾       | 北地舞人        |
| 繁殖雌馬 Esyoueffcee 1998年（棗色） | Alzao 1980年（棗色）       | 利法爾       | Goofed          |
| 繁殖雌馬 Esyoueffcee 1998年（棗色） | Alzao 1980年（棗色）       | Lady Rebecca | Sir Ivor        |
| 繁殖雌馬 Esyoueffcee 1998年（棗色） | Alzao 1980年（棗色）       | Lady Rebecca | Pocahontas      |
| 繁殖雌馬 Esyoueffcee 1998年（棗色） | Familiar 1986年（栗色）    | Diesis       | Sharpen Up      |
| 繁殖雌馬 Esyoueffcee 1998年（棗色） | Familiar 1986年（栗色）    | Diesis       | Doubly Sure     |
| 繁殖雌馬 Esyoueffcee 1998年（棗色） | Familiar 1986年（栗色）    | Lost Virtue  | Cloudy Dawn     |
| 繁殖雌馬 Esyoueffcee 1998年（棗色） | Familiar 1986年（栗色）    | Lost Virtue  | Aunt Tilt       |
| 雌系：北地舞人 5×4                  |                            |              |                 |
| 五代內近親交配：{{{cross}}}         |                            |              |                 |

## 命名由來
名字Look Twice（ルックトゥワイス）意思為「再望一次」，香港則加以聯想，翻譯為「再望山河」。

## 外部連結
- 再望山河 netkeiba.com （页面存档备份，存于）
- 血統表 （页面存档备份，存于）